# Río Fardes
El río Fardes es un río del sur de España que desemboca en el río Guadiana Menor, en el término municipal de Dehesas de Guadix Pertenece a la cuenca hidrográfica del Guadalquivir y transcurre en su totalidad por la provincia de Granada. Tiene una longitud de 68 km según algunas fuentes.

## Toponimia
El nombre del río procede del árabe wadi Fardis.

## Curso
Nace en la sierra de Huétor, en el término municipal de Huétor Santillán, de la confluencia del arroyo de Prado Negro y el arroyo de las Perdices, aunque también recibe los aportes de otro grupo de manantiales de aguas termales de la zona de Diezma. Estos arroyo le aportan caudal al río Fardes todo el año.
Aguas abajo se encuentra el embalse de Abellán, donde el Fardes recibe los aportes del río Morollón, procedentes de área de la sierra de La Peza. Después riega la Hoya de Guadix hasta desembocar en el Guadiana Menor, aguas abajo del embalse del Negratín. En el término de Purullena recibe al río Alhama, procedente de Sierra Nevada, y poco más adelante, junto a la localidad de Benalúa, recibe al río Verde o de Guadix, también proveniente de Sierra Nevada. Su último afluente significativo es el río Gor, que procede de la sierra de Baza. 

## Historia
A tenor de los yacimientos de la zona de la cabecera del río, como la cueva del Agua de Prado Negro, donde se ha encontrado pinturas rupestres, es probable que las aguas del Fardes hayan sido aprovechadas al menos desde el Neolítico Medio. También hay restos de poblamiento de la Edad del Bronce, lo que sugiere un uso continuado de las aguas.